# Girl Who Got Away
Girl Who Got Away é o quarto álbum de estúdio da cantora britânica Dido, lançado a 1 de Março de 2013 no Reino Unido através da RCA Records. O single de avanço, "Let Us Move On", conta com a participação de Kendrick Lamar e foi lançado a 17 de Dezembro de 2012 na iTunes Store. O sítio Digital Spy elegeu o disco como um dos mais esperados para o ano de 2013.

## Antecedentes
Após o lançamento de Safe Trip Home em 2008, Dido confirmou que estaria de volta a estúdios para gravar novo material para incluir no seu disco sucessor. Em Julho de 2009, a cantora revelou que a direcção musical seria diferente dos seus trabalhos anteriores, incorporando um som aproximado ao electrónico. Em Setembro de 2010, a artista revelou que iria lançar "Everything to Lose"  digitalmente como single, para promoção do filme Sex and the City 2. Em Janeiro de 2011, foi revelada uma nova faixa "If I Rise", uma colaboração com A.R. Rahman. A capa de arte oficial do trabalho foi revelado pela própria Dido através da sua conta no Twitter a 8 de Janeiro de 2013.

## Alinhamento de faixas
O alinhamento de faixas do disco foi revelado pela iTunes Store.
| N.º | Título                                | Compositor(es)                                       | Produtor(es)                        | Duração |  |
| 1.  | "No Freedom"                          | Dido Armstrong, Rick Nowels                          | Rolo, Dido, Nowels                  | 3:16    |  |
| 2.  | "Girl Who Got Away"                   | Dido, Rollo                                          | Dido, Rollo                         | 3:23    |  |
| 3.  | "Let Us Move On" (com Kendrick Lamar) | Lamar, Dido, Rolo, Jeff Bhasker, Pat Reynolds        | D. Armstrong, R. Armstrong, Bhasker | 4:11    |  |
| 4.  | "Blackbird"                           | D. Armstrong, R. Armstrong                           | Rollo, Dido                         | 4:09    |  |
| 5.  | "End of Night"                        | D. Armstrong, Greg Kurstin                           | Kurstin                             | 3:58    |  |
| 6.  | "Sitting on the Roof of the World"    | D. Armstrong, R. Armstrong, Nowels                   | Rollo, Dido                         | 3:18    |  |
| 7.  | "Love to Blame"                       | D. Armstrong, R. Armstrong, John Harrison, Vera Bohl | Rollo, Dido, P*Nut                  | 4:36    |  |
| 8.  | "Go Dreaming"                         | D. Armstrong, R. Armstrong, Nowels                   | Rollo, Dido                         | 4:24    |  |
| 9.  | "Happy New Year"                      | D. Armstrong, Kurstin, R. Armstrong                  | Krustin                             | 3:29    |  |
| 10. | "Loveless Heart"                      | D. Armstrong, R. Armstrong                           | Rollo, Dido                         | 3:05    |  |
| 11. | "Day Before We Went to War"           | D. Armstrong, R. Armstrong, Brian Eno                | Rollo, Dido                         | 5:12    |  |

| Faixa bónus na iTunes Store |                                    |                             |                    |         |  |
| N.º                         | Título                             | Compositor(es)              | Produtor(es)       | Duração |  |
| 12.                         | "No Freedom" (Benny Bennasi Remix) | Dido Armstrong, Rick Nowels | Rolo, Dido, Nowels | 5:58    |  |

| Edição deluxe - CD 2 |                                                              |                                                      |                                          |         |  |
| N.º                  | Título                                                       | Compositor(es)                                       | Produtor(es)                             | Duração |  |
| 1.                   | "Let Us Move On" (com Kendrick Lamar) (Jeff Bhasker Version) | Lamar, D. Armstrong, R. Armstrong, Bhasker, Reynolds | Bhasker, Plain Pat                       | 4:32    |  |
| 2.                   | "All I See" (com Pete Miser)                                 | D. Armstrong, Pete Ho                                | Dido, Rollo, Miser                       | 3:44    |  |
| 3.                   | "Just Say Yes"                                               | D. Armstrong, R. Armstrong, Lester Mendez            | Rollo, Dido                              | 3:35    |  |
| 4.                   | "Let's Run Away"                                             | D. Armstrong, Kurstin                                | Kurstin                                  | 4:23    |  |
| 5.                   | "Everything to Lose" (Armin Van Buuren Remix)                | D. Armstrong, Ayalah Bentovim, R. Armstrong          | D. Armstrong, R. Armstrong, Sister Bliss | 5:55    |  |
| 6.                   | "Lost"                                                       | D. Armstrong, Jon Brion, Matt Chamberlain            | Brion                                    | 4:17    |  |

## Histórico de lançamento
| País           | Data                | Formato              | Edição          | Editora discográfica |
| -------------- | ------------------- | -------------------- | --------------- | -------------------- |
| Alemanha       | 1 de Março de 2013  | CD, descarga digital | Padrão e deluxe | RCA                  |
| Brasil         | 1 de Março de 2013  | CD, descarga digital | Padrão e deluxe | RCA                  |
| Reino Unido    | 1 de Março de 2013  | CD, descarga digital | Padrão e deluxe | RCA                  |
| França         | 4 de Março de 2013  | CD, descarga digital | Padrão e deluxe | RCA                  |
| Portugal       | 4 de Março de 2013  | CD, descarga digital | Deluxe          | RCA                  |
| Estados Unidos | 26 de Março de 2013 | CD, descarga digital | Deluxe          | RCA                  |